# Pelargonium ternifolium
Pelargonium ternifolium là một loài thực vật có hoa trong họ Mỏ hạc. Loài này được Vorster mô tả khoa học đầu tiên.